# یوون پترا
 یوون پترا (انگلیسی: Yvon Petra؛ زاده ۸ مارس ۱۹۱۶ درگذشته ۱۲ سپتامبر ۱۹۸۴) یک تنیس‌باز اهل فرانسه بود. 